# Абдулгашумов, Раджаб Тарланович
Раджаб Тарланович Абдулгашумов (22 августа 2006) — российский тхэквондист. Призёр чемпионата России.

## Биография
Является воспитанником каспийской ДЮСШ, занимается под руководством Патины Меликовой и Магомеджалила Гусейнова. В середине августа 2023 года в Каспийске стал серебряным призёром Всероссийских соревнований на призы СК «Чемпион» среди юниоров и юниорок (15-17 лет). В начале декабря 2024 года в Нальчике стал вторым на Всероссийских соревнования «Кубок Эльбруса». В начале апреля 2025 года стало известно, что Абдулгашумов примет участие на чемпионате России в дагестанском Каспийске, на котором 21 апреля 2025 года стал бронзовым призёром.

## Достижения
- Чемпионат России по тхэквондо 2025 — ;